# Rauschergut (Fischlham)
Das Rauschergut (auch Rauscher-Gut, vormals Schrottau) ist ein Bauernhof in der Ortschaft Hafeld in Fischlham in Oberösterreich.

## Geschichte
Das an den Stegmühlbach angrenzende Rauschergut wurde auf Besitzungen des Stifts Lambach errichtet, die ursprünglich Schrottau genannt wurden, aber verödet waren und daher auch als Schrottauod bezeichnet wurden. Die größtenteils aus Holz gebauten und mit Stroh gedeckten Gebäude wurden im Februar 1895 zusammen mit 3,8 ha Grund vom pensionierten Zollbeamten Alois Hitler um 10.000 Kronen erworben. Dieser wollte dort Bienen und Kleintiere züchten. Allerdings konnte er daraus keine Gewinne erzielen, sodass er das Gut im Juni 1897 unter Verlusten wieder verkaufte und ins benachbarte Lambach und später nach Leonding zog. Auch sein Sohn Adolf wohnte in diesem Haus und besuchte in Fischlham die einklassige Volksschule.
Das Anwesen wurde am 22. Mai 1938 unter Denkmalschutz gestellt, dieser wurde aber nach dem Zweiten Weltkrieg wieder aufgehoben. 1939 besuchte Hitler das Rauschergut erneut und kündigte den Bau eines großen Erholungs- und Ausbildungszentrums für Kinder an, von dem aber nichts realisiert wurde.

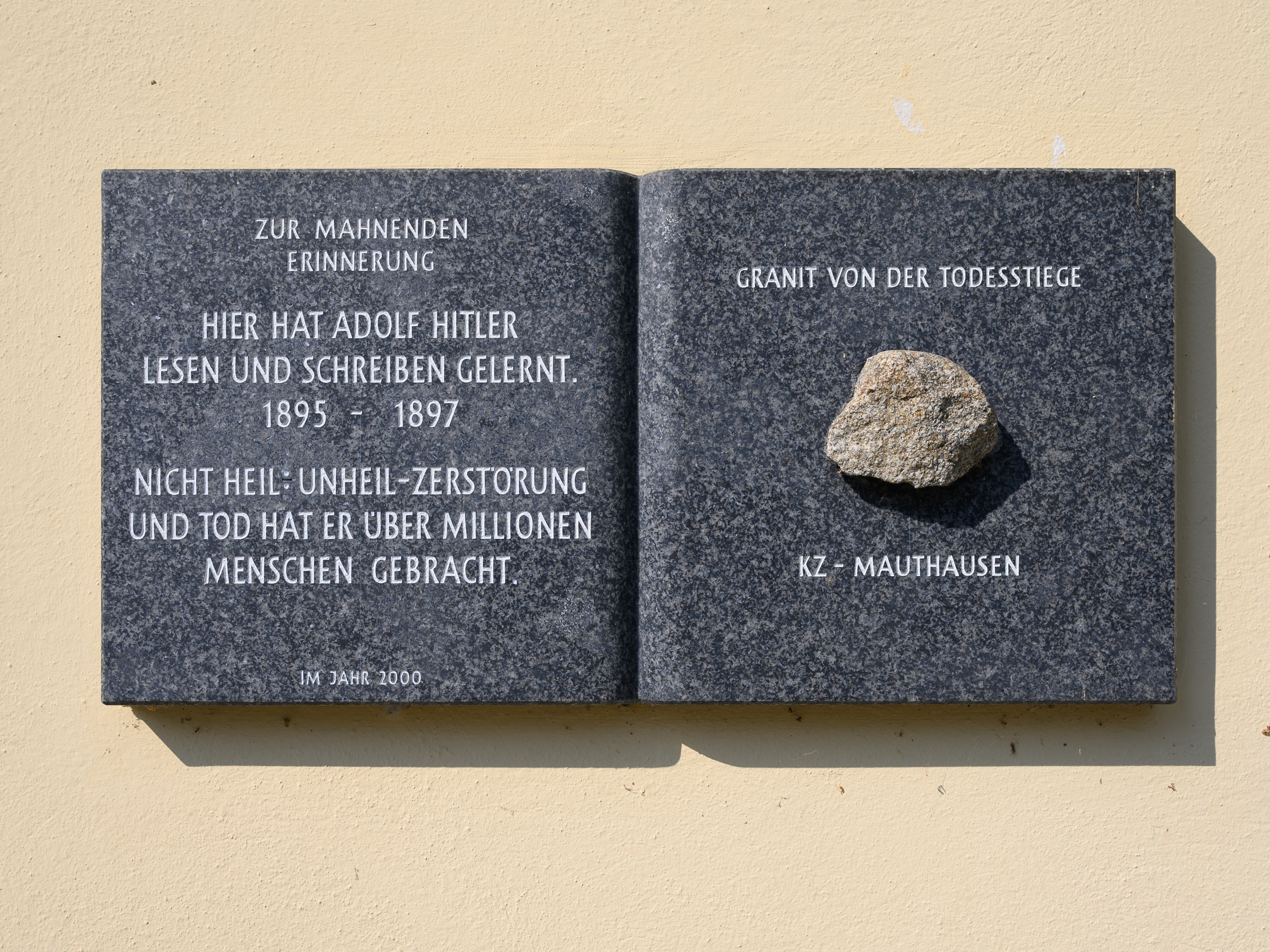
Mahntafel an der ehemaligen Volksschule

Laut einem Bericht im Sonntagsblatt, der Evangelischen Wochenzeitung für Bayern, kaufte Hitler aber das Schulhaus neben der Kirche 1939 an und machte es zu einem HJ-Heim. Es dient mittlerweile als Gemeindetreffpunkt und ist mit einer Inschrift versehen: „Hier hat Adolf Hitler Lesen und Schreiben gelernt (1895–1897). Nicht Heil: Unheil, Zerstörung und Tod hat er über Millionen Menschen gebracht.“ In die Tafel ist ein Granitstein aus dem KZ Mauthausen eingearbeitet.
Der Verlag Eugen Friedhuber in Wels brachte eine Serie von acht Bildkarten mit dem Thema Die Heimat des Führers und Reichskanzlers Adolf Hitler heraus. Eine davon ist mit Adolf Hitlers Wohnhaus 1895/97 betitelt und zeigt das Rauschergut, allerdings vermutlich in dem Zustand, in dem der Maler Kasberger es in den 1930er-Jahren sah.

## Beschreibung
Bereits im Herbst 1896 versuchte Alois Hitler das Gut zu verkaufen und beschrieb es in mehreren Anzeigen in der Tages-Post: „Das Rauschergut zu Hafeld bei Lambach mit sechs Herrschaftszimmern etc. außer den Oekonomieräumen, über 26 Joch arrond. Grund, ist um 8200 fl. bei 3000 fl. Anzahlung verkäuflich. Bei größerer Anzahlung entsprechend billiger. Auskunft beim Eigenthümer Herrn A. Hitler.“

## Heutige Situation
Nach zahlreichen Besitzerwechseln und vielfältigen Umbauten ist das heutige Rauschergut nicht mehr vergleichbar mit dem Zustand aus den 1890ern.